# Copa de Francia de Ciclismo 2010
La 19.ª edición de la Copa de Francia de Ciclismo de 2010 fue una serie de carreras de ciclismo en ruta que se realizó en Francia. Comenzó el 31 de enero con el Gran Premio Ciclista la Marsellesa y finalizó el 26 de septiembre con el Tour de Vendée.
Formaron parte de la competición las doce pruebas de un día más importantes del calendario francés del UCI Europe Tour 2010-2011, dentro de la categoría 1.1 y 1. HC. Así mismo, formaron parte de la clasificación todos los ciclistas que tenían contrato con equipos ciclistas franceses estableciendo un sistema de puntuación en función de la posición conseguida en cada clásica y a partir de ahí se crea la clasificación.

## Sistema de puntos

### Clasificación individual
| Posición | 1  | 2  | 3  | 4  | 5  | 6  | 7  | 8  | 9  | 10 | 11 | 12 | 13 | 14 | 15 |
| Puntos   | 50 | 35 | 25 | 20 | 18 | 16 | 14 | 12 | 10 | 8  | 6  | 5  | 3  | 3  | 3  |

### Clasificación por equipos
| Posición | 1  | 2 | 3 | 4 | 5 | 6 | 7 | 8 | 9 |
| Puntos   | 12 | 9 | 8 | 7 | 6 | 5 | 4 | 3 | 2 |

## Carreras puntuables
| Clasificación | Clasificación    | Clasificación                                  | Clasificación       | Clasificación         | Clasificación                        | Clasificación                         |
| Pos.          | Fecha            | Carrera                                        | Ganador             | Equipo                | Líder de la clasificación individual | Líder de la clasificación por equipos |
| ------------- | ---------------- | ---------------------------------------------- | ------------------- | --------------------- | ------------------------------------ | ------------------------------------- |
| 1.º           | 31 de enero      | Gran Premio Ciclista la Marsellesa             | Jonathan Hivert     | Sojasun               | Jonathan Hivert                      | Cofidis                               |
| 2.º           | 21 de marzo      | Clásica de Loire-Atlantique                    | Leonardo Duque      | Cofidis               | Leonardo Duque                       | Cofidis                               |
| 3.º           | 13 de abril      | París-Camembert                                | Sébastien Minard    | Cofidis               | Leonardo Duque                       | Cofidis                               |
| 4.º           | 15 de abril      | Gran Premio de Denain                          | Denis Flahaut       | ISD Continental Team  | Leonardo Duque                       | Cofidis                               |
| 5.º           | 17 de abril      | Tour de Finisterre                             | Florian Vachon      | Bretagne-Schuller     | Leonardo Duque                       | Bretagne-Schuller                     |
| 6.º           | 18 de abril      | Tro Bro Leon                                   | Jérémy Roy          | La Française des jeux | Florian Vachon                       | Bretagne-Schuller                     |
| 7.º           | 29 de mayo       | Gran Premio de Plumelec-Morbihan               | Wesley Sulzberger   | La Française des jeux | Florian Vachon                       | Bretagne-Schuller                     |
| 8.º           | 1 de agosto      | Polynormande                                   | Andy Cappelle       | Verandas Willems      | Florian Vachon                       | Bretagne-Schuller                     |
| 9.º           | 29 de agosto     | Châteauroux Classic de l'Indre-Trophée Fenioux | Anthony Ravard      | AG2R La Mondiale      | Florian Vachon                       | Bretagne-Schuller                     |
| 10.º          | 5 de septiembre  | Tour de Doubs                                  | Jérôme Coppel       | Sojasun               | Leonardo Duque                       | Bretagne-Schuller                     |
| 11.º          | 19 de septiembre | Gran Premio de Isbergues                       | Aleksejs Saramotins | Team HTC-Columbia     | Leonardo Duque                       | Bretagne-Schuller                     |
| 12.º          | 26 de septiembre | Tour de Vendée                                 | Koldo Fernández     | Euskaltel-Euskadi     | Leonardo Duque                       | Bretagne-Schuller                     |

## Clasificaciones Finales

### Individual
| Posición | Ciclista           | Equipo                  | Puntos |
| -------- | ------------------ | ----------------------- | ------ |
| 1.º      | Leonardo Duque     | Cofidis                 | 145    |
| 2.º      | Florian Vachon     | Bretagne-Schuller       | 144    |
| 3.º      | Jonathan Hivert    | Sojasun                 | 130    |
| 4.º      | Romain Feillu      | Vacansoleil             | 89     |
| 5.º      | Renaud Dion        | Roubaix Lille Métropole | 73     |
| 6.º      | Cédric Pineau      | Roubaix Lille Métropole | 73     |
| 7.º      | Jérôme Coppel      | Sojasun                 | 71     |
| 8.º      | Sébastien Minard   | Cofidis                 | 68     |
| 9.º      | Jérémy Roy         | FDJ                     | 58     |
| 10.º     | Matthieu Ladagnous | FDJ                     | 58     |

### Jóvenes
| Posición | Ciclista        | Equipo                  | Puntos |
| -------- | --------------- | ----------------------- | ------ |
| 1.º      | Florian Vachon  | Bretagne-Schuller       | 144    |
| 2.º      | Jonathan Hivert | Sojasun                 | 130    |
| 3.º      | Cédric Pineau   | Roubaix Lille Métropole | 73     |

### Equipos
| Posición | Equipo                  | Puntos |
| -------- | ----------------------- | ------ |
| 1.º      | Bretagne-Schuller       | 105    |
| 2.º      | Cofidis                 | 93     |
| 3.º      | FDJ                     | 91     |
| 4.º      | Roubaix Lille Métropole | 82     |
| 5.º      | Sojasun                 | 80     |